# Церковь Святого Григория Просветителя (Галата)
Церковь Святого Григория Просветителя (арм. Գալաթայի Սուրբ Գրիգոր Լուսավորիչ եկեղեցի; тур. Galata Surp Krikor Lusavoriç Kilisesi; также известная как церковь Сурб Григор Лусаворич) — действующая армянская церковь, основанная в 1360 году, снесена в 1958 году для расширения улицы, на которой она стоит и заново построенная в 1962 году. Расположена в квартале Каракёй (бывший Галата) района Бейоглу Стамбула.

## История
Первоначальное здание было повреждено серией пожаров в XVIII веке. Затем церковь была перестроена в 1799 году. В 1958 году церковь была снесена для расширения улицы Кемералты Джаддеси, на которой она находится. Нынешнее здание построено в 1962 году. Оно имеет приподнятый купол и глухие аркады, типичные для армянской церковной архитектуры. Церковь была освящена в 1966 году. Она названа в честь святого Григория Просветителя. В 2011 году церковь ремонтировалась.
В 2017 году была совершена попытка ограбления церкви. Грабители проникли внутрь церкви и вынесли ценности. Но, когда воры пытались засунуть в автомобиль большую картину и распятие, их заметили местные жители, из-за чего бросив ценности, грабители бежали.
В 2020 году около двух недель некий гражданин пытался поджечь дверь церкви. Полиция нашла и задержала преступника. В признательных показаниях он отметил, что пошёл на этот шаг, поскольку «это армяне наслали на нас коронавирус».

## Галерея

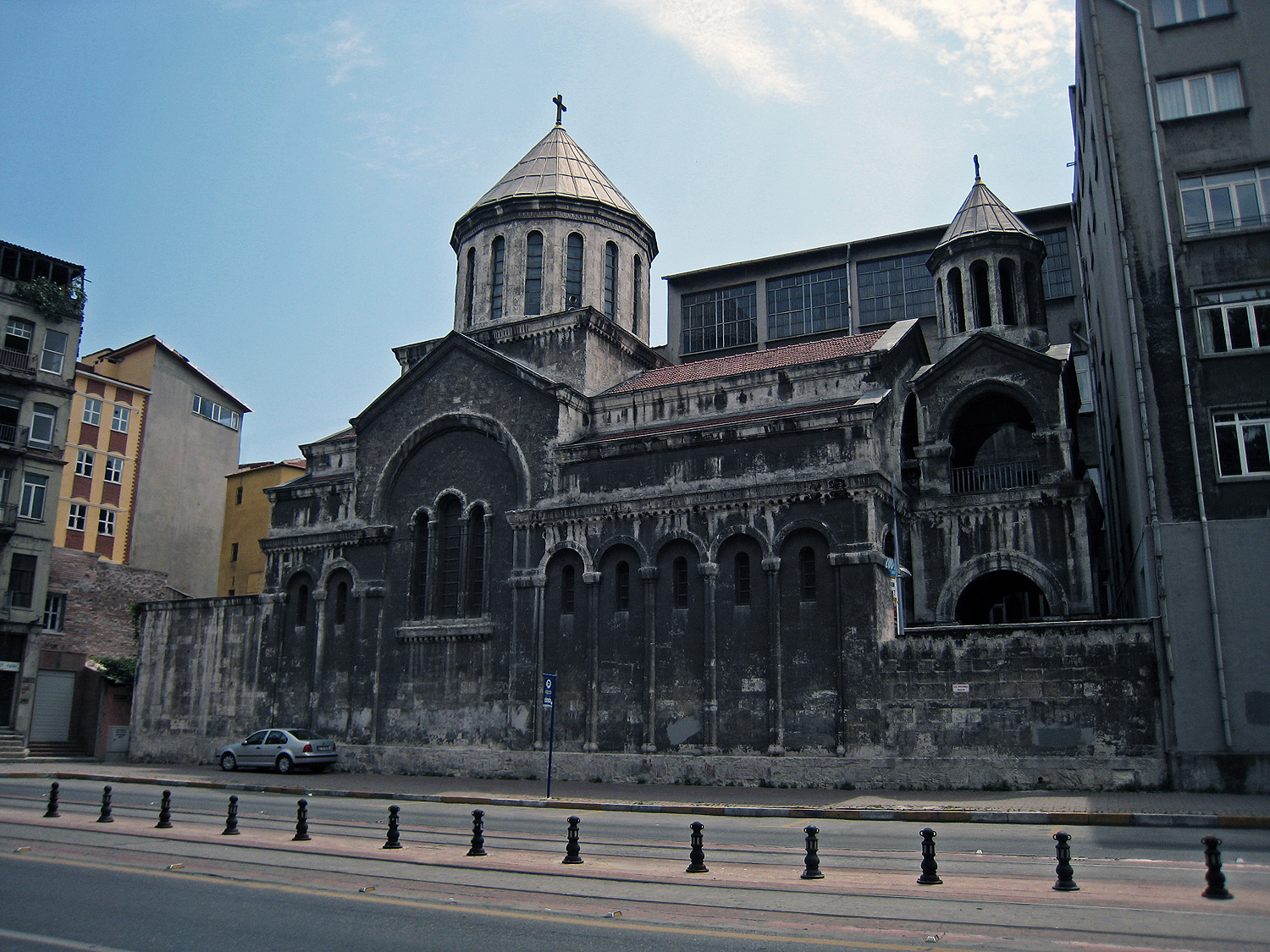
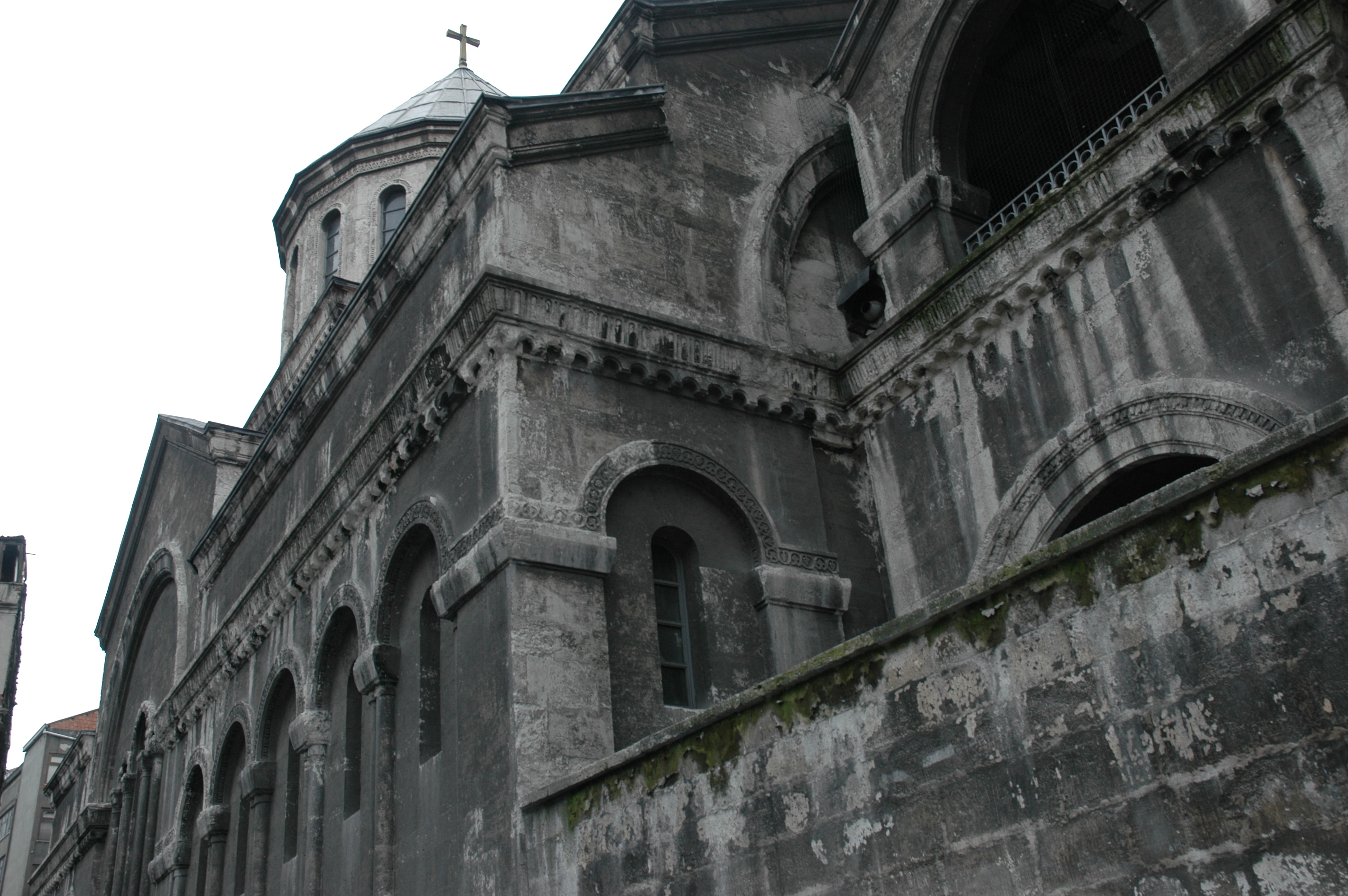
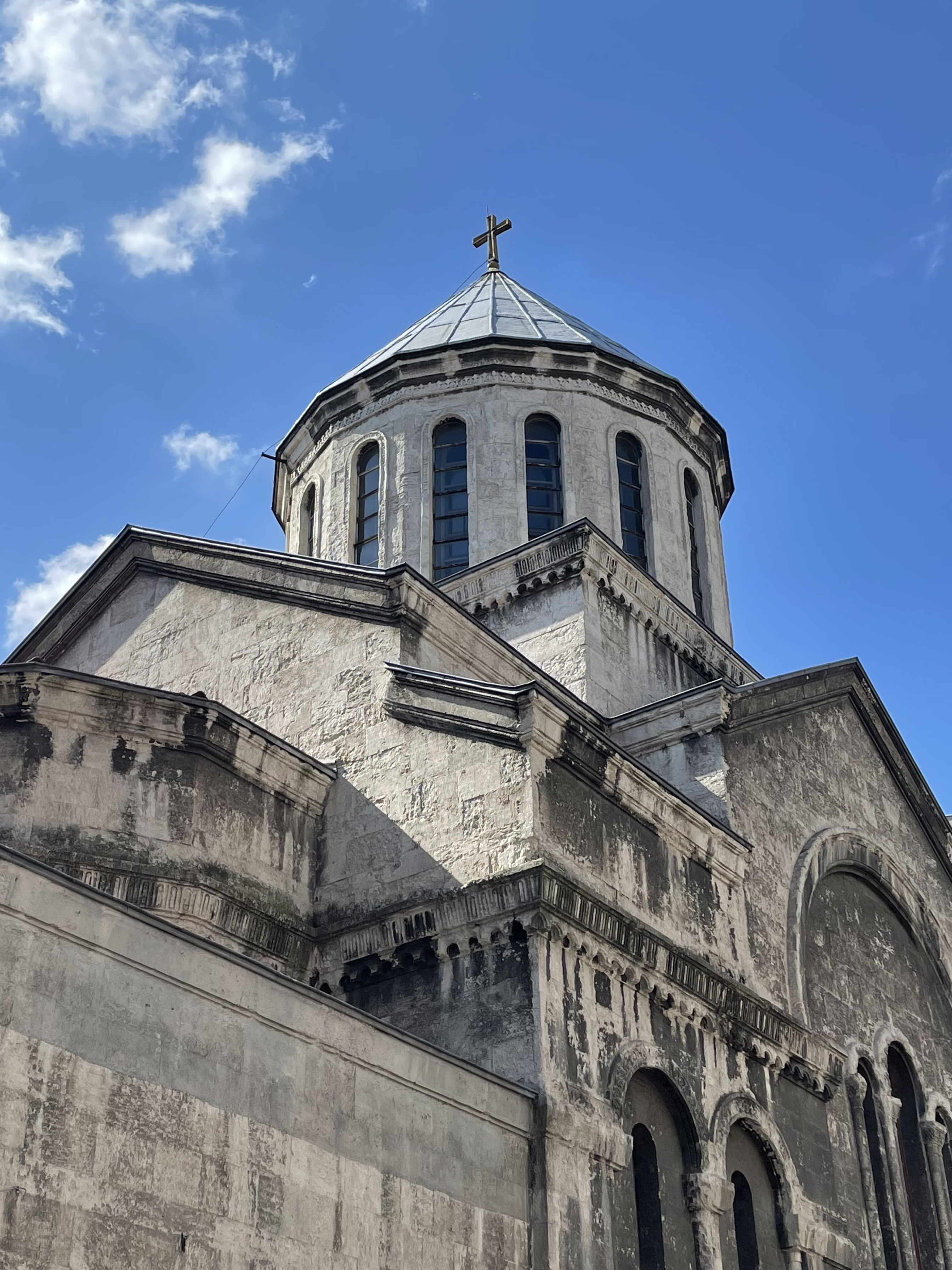
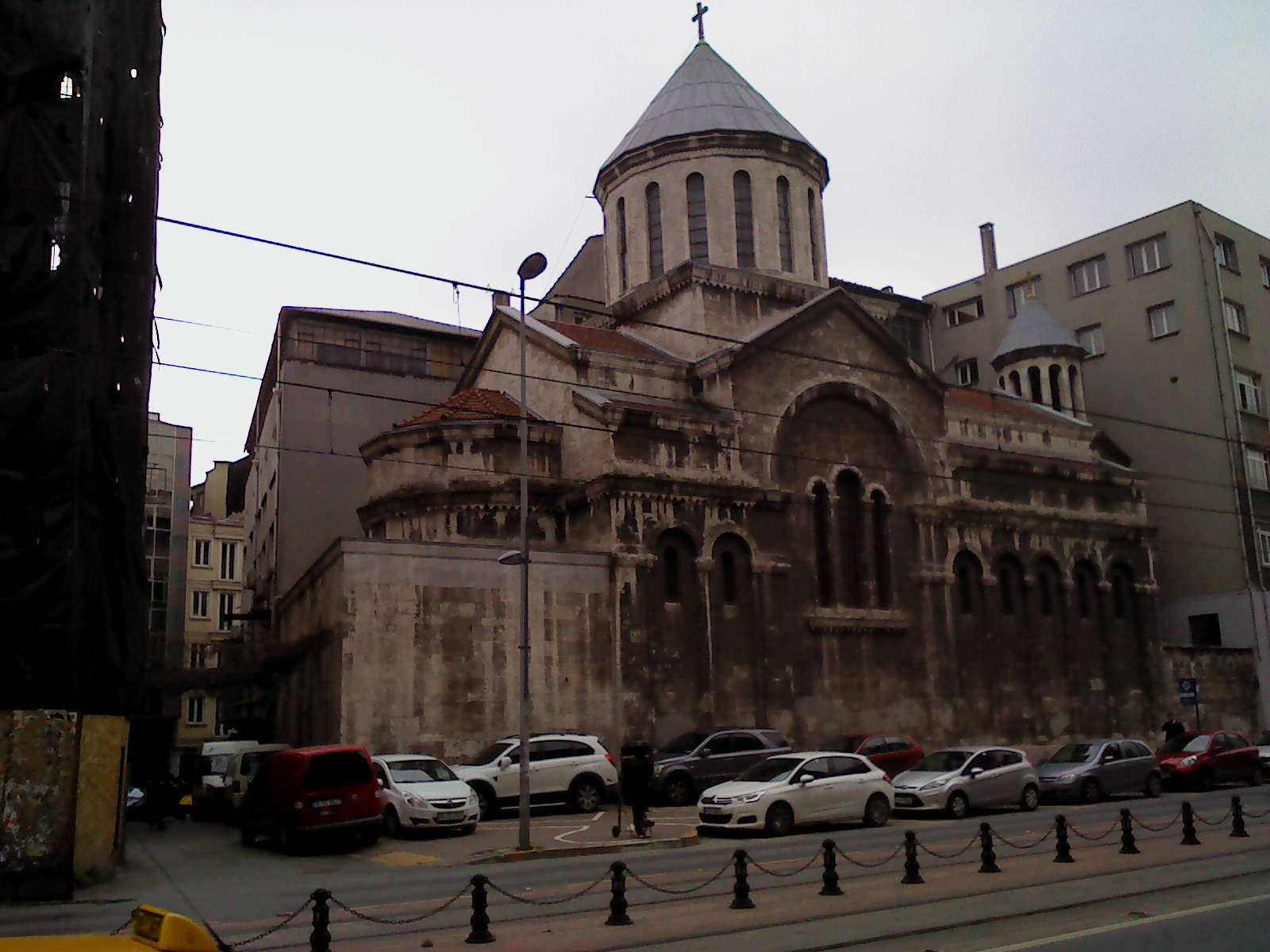